# Moenkhausia dorsinuda
Moenkhausia dorsinuda är en fiskart som beskrevs av Axel Zarske och Jacques Géry 2002. Moenkhausia dorsinuda ingår i släktet Moenkhausia och familjen Characidae. Inga underarter finns listade i Catalogue of Life.